# Automeris basalis
Automeris basalis é uma espécie de mariposa do gênero Automeris, da família Saturniidae.
Sua ocorrência foi registrada na Argentina, Brasil e Paraguai.